# Bačka Topola
Bačka Topola (ćir.: Бачка Топола,  mađ.: Topolya) je grad i središte općine Bačka Topola u Sjevernobačkom okrugu, Vojvodina, Srbija.

## Zemljopis
Grad je smješten u dolini rječice Krivaje i na brežuljkastom terenu telečke lesne zaravni. U njemu se križaju cestovni pravci sjever-jug i istok-zapad.
Od Subotice je udaljen 32 km, od Sente i Bečeja oko 40 km, od Sombora 45 km i od Novog Sada 69 km.

## Stanovništvo

### Etnički sastav 1910.[1]
| Mađari | Židovi | Srbi |
| ------ | ------ | ---- |
| 12339  | 505    | 17   |

### Stanovništvo
U gradu Bačka Topola živi 16.171 stanovnik, od čega 12.958 punoljetnih stanovnika s prosječnom starosti od 40,1 godina (38,2 kod muškaraca i 41,8 kod žena). U gradu ima 6.009 domaćinstva, a prosječan broj članova po domaćinstvu je 2,69.
Prema popisu iz 1991. godine u naselju je živjelo 16.704 stanovnika.
| Etnički sastav 2002. |            |        |
| Narod                | Stanovnika | %      |
| Mađari               | 9.582      | 59,25% |
| Srbi                 | 4.669      | 29,05% |
| Crnogorci            | 426        | 2,63%  |
| Jugoslaveni          | 376        | 2,32%  |
| Hrvati               | 170        | 1,05%  |
| Rusini               | 95         | 0,58%  |
| Bunjevci             | 52         | 0,32%  |
| Muslimani            | 45         | 0,27%  |
| Albanci              | 40         | 0,24%  |
| Makedonci            | 33         | 0,20%  |
| Slovaci              | 26         | 0,16%  |
| Slovenci             | 15         | 0,09%  |
| Ukrajinci            | 12         | 0,07%  |
| ostali               | 29         | 0,17%  |
| nepoznato            | 12         | 0,07%  |

| broj stanovnika | 14051 | 14322 | 15184 | 16056 | 17027 | 16704 | 16171 |
|                 | 1948. | 1953. | 1961. | 1971. | 1981. | 1991. | 2001. |

## Šport
- FK TSC Bačka Topola, nogometni klub
- KK Topola, košarkaški klub
- ŽKK Topolčanka, ženski košarkaški klub
- KK Bačka Topola, karate klub
- STK TSC Bačka Topola, stolnoteniški klub
- PK Marathon Bačka Topola, plivački klub
- KK Eđšeg Bačka Topola, kuglački klub

## Vanjske poveznice
- Karte, položaj vremenska prognoza  Arhivirana inačica izvorne stranice od 29. svibnja 2009. (Wayback Machine)
- Satelitska snimka naselja